# 伊達實元
伊達實元（1527年－1587年5月23日）是日本戰國時代至安土桃山時代武將。陸奥國信夫郡大森城城主。幼名時宗丸。別名真元。通稱藤五郎。亙理伊達氏的家祖。父親是伊達稙宗。官位是從五位下兵部大輔。

## 生平
成為親戚‧越後守護上杉定實的養子（一說指是因為時宗丸的母親是越後鳥坂城城主中條藤資的妹妹，不過在多數伊達家的系譜中，實元是晴宗的同母弟，因此實元的母親是中條氏的說法缺乏足夠的証據），拜領定實名字中的一字而改名為實元。現在伊達氏的家紋「竹內雀」（竹に雀）和名刀「宇佐美貞光」在此時一同被贈予實元。
天文11年（1542年），得知稙宗令家中的精鋭100騎與實元隨行前往越後的晴宗（實元的哥哥）發起反亂，晴宗受到以前就對稙宗的政策不滿的中野宗時、桑折景長等重臣支持並把稙宗幽禁在西山城。但是之後成功逃離西山城的稙宗向晴宗出兵，把南奥羽全域捲入的天文之亂爆發。實元屬於稙宗方並在信達地方奮戰，不過最後這次亂事以晴宗方的勝利告終，實元向晴宗降伏並被赦免。同時因為反對入嗣越後的派系抗爭勝利，實元入嗣上杉氏的政策被取消。
晴宗在天文之亂後把居城遷到米澤城，娶了晴宗的二女（鏡清院）並成為大森城城主的實元代替晴宗負責統治信達地方。根據延寶7年（1679年）的「御知行被下置御帳」記載，當時實元的所領是信夫郡內31條村、名取郡內2條村（『仙台藩家臣錄』 佐佐久編 歷史圖書社 1978年出版）。在姪子輝宗成為當主時，與田村氏和相馬氏戰鬥，把鄰近的畠山氏、大內氏等小大名納入伊達家的支配之下。
在天正11年（1583年）把家督讓了嫡男成實並在八丁目城隱居，此時以棲安齋為號，不過在隱居後仍然繼續以一門長老的身份主持外交和斡旋，與成實一同輔助政宗。
在天正15年（1587年）4月16日於八丁目城死去。享年61歲。戒名是獨照院殿雄山豪英大居士。墓所在福島縣福島市的陽林寺。天保7年（1836年），亙理伊達氏第12代當主伊達宗恒在大雄寺建立實元的靈屋。這個靈屋在昭和49年（1974年）與成實靈屋、實氏靈屋一同成為亙理町的文化財產。

## 登場作品
電視劇
- 『獨眼龍政宗』（NHK大河劇 演員：龍雷太 1987年）